# Loi fondamentale de la République fédérale d'Allemagne
Pour les articles homonymes, voir Loi fondamentale.
Lire en ligne

Consulter

Constitution de Weimar (1919)
La Loi fondamentale pour la République fédérale d’Allemagne (Grundgesetz für die Bundesrepublik Deutschland, GG) est la constitution de l’Allemagne depuis le 8 mai 1949, d’abord pour les Länder de l’Ouest, puis depuis la réunification du pays le 3 octobre 1990 pour le pays entier. Elle est parfois appelée la loi fondamentale de Bonn (Bonner Grundgesetz) ou la constitution de Bonn (Bonner Verfassung) en référence à la ville de Bonn, où elle fut adoptée et qui fut la capitale de la RFA jusqu’en 1990. Elle s’intitule « loi fondamentale » et non « constitution » (Verfassung) pour souligner le caractère transitoire qu'elle devait avoir dans le contexte de la division de l'Allemagne.
Son contenu est profondément marqué par la volonté de tirer les leçons de l'échec de la république de Weimar et de s'opposer au nazisme, et elle offre une protection particulière aux libertés fondamentales. Elle a consacré le fédéralisme et instauré sur le plan fédéral un régime parlementaire rationalisé renforçant la position du chancelier fédéral, responsable devant le Bundestag.

## Histoire

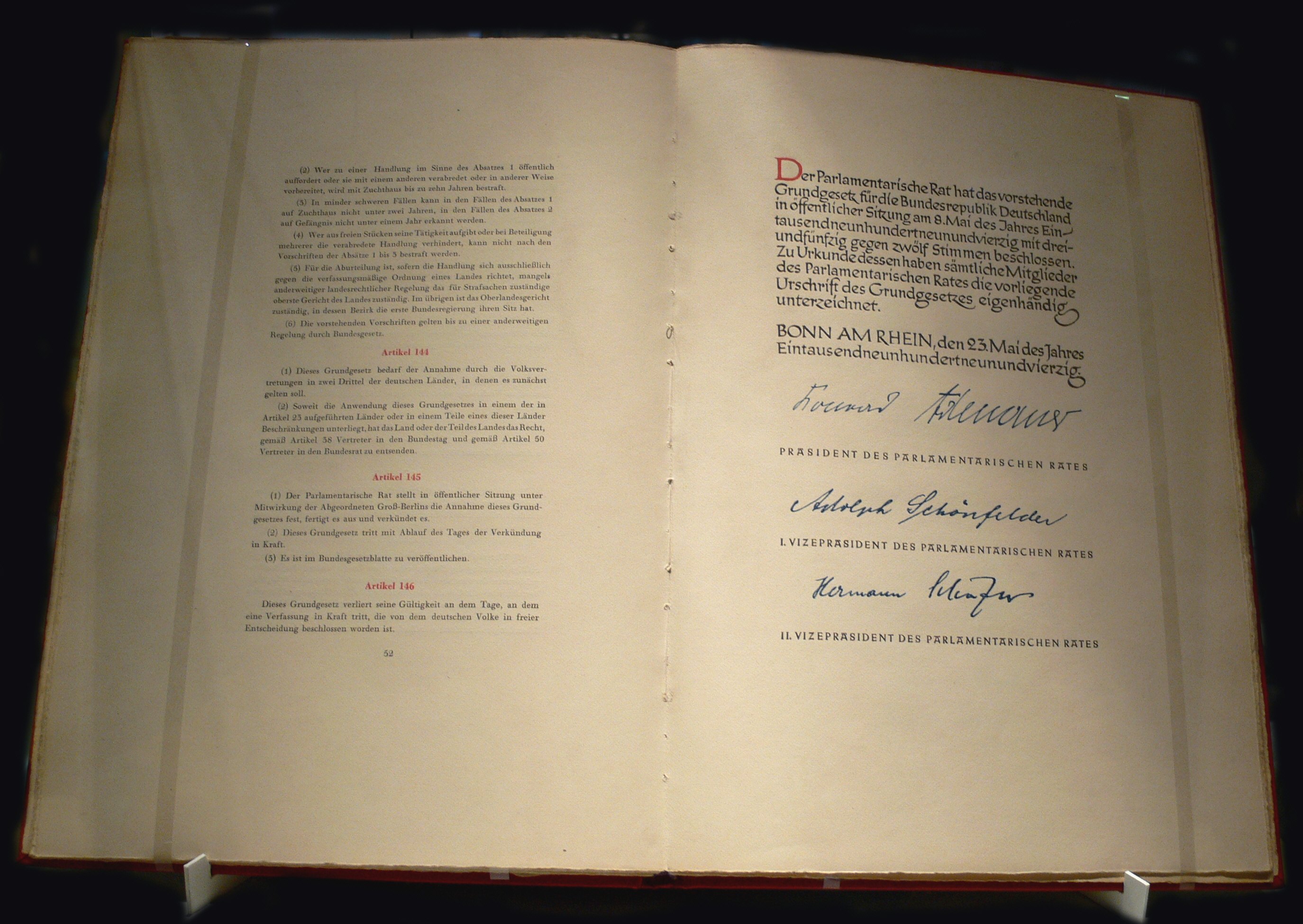
Livre de la Loi fondamentale allemande de 1949.

En 1948, alors que commence la guerre froide, les puissances alliées (États-Unis, Royaume-Uni et France) qui occupent la partie occidentale de l'Allemagne décident de doter celle-ci d'une constitution. En juillet 1948 les gouverneurs militaires transmettent aux ministres-présidents des différents Länder des documents précisant les conditions à remplir par la future constitution, les « documents de Francfort ».
Dès août 1948, un comité d'experts se réunit sur l'île de Herrenchiemsee pour préparer une première ébauche de la future constitution. À partir du 1er septembre 1948 se réunit à Bonn une convention de représentants élus par les parlements des différents Länder des zones occidentales, appelée le Conseil parlementaire (Parlamentarischer Rat) qui doit rédiger la loi fondamentale à partir des lignes directrices fixées à Herrenchiemsee. Après des débats parfois houleux le Conseil parlementaire a proposé le 8 mai 1949 un texte qui fut approuvé, après quelques modifications mineures, par les gouverneurs militaires américain, britannique et français le 12 mai 1949. La Loi fondamentale fut ratifiée par les parlements des dix Länder de Bade, Basse-Saxe, Brême, Hambourg, Hesse, Rhénanie-du-Nord-Westphalie, Rhénanie-Palatinat, Schleswig-Holstein, Wurtemberg-Bade et Wurtemberg-Hohenzollern entre le 16 et 22 mai 1949. Le Landtag de Bavière la refusa mais accepta sa validité sur le territoire bavarois. Elle fut promulguée le 23 mai 1949 et entra en vigueur le lendemain.
La constitution issue de ces travaux était considérée comme un texte provisoire d'une part à cause de sa préparation fortement influencée par les puissances alliées et de son approbation indirecte à la majorité par les Länder, et d'autre part parce qu'elle ne devait servir que comme texte transitoire en attendant de pouvoir rédiger une constitution pour l'ensemble de l'Allemagne (incluant la zone sous contrôle soviétique). La rédaction d'une nouvelle constitution à la réunification, initialement prévue, n'a finalement pas eu lieu. La constitution allemande n'a jusqu'à aujourd'hui jamais fait l'objet d'un référendum.

## Réaction au nazisme
Le texte de la Loi fondamentale est marqué par le contexte historique au sortir de la Seconde Guerre mondiale. Cette influence se fait sentir par exemple dans la description particulièrement détaillée des partis politiques. Les partis politiques n'étaient pas mentionnés dans la constitution de Weimar et ont pu être facilement interdits en 1933. Une autre caractéristique remarquable de cette constitution est qu'elle comprend une déclaration des droits fondamentaux très complète dans le texte même et non pas en préambule (comme en France par exemple) ou en addendum (comme aux États-Unis avec la Déclaration des droits).
Mais l'héritage le plus connu de cet esprit est la clause d'éternité (Ewigkeitsklausel) de l'article 79 alinéa 3 qui interdit toute modification de la loi fondamentale touchant aux principes des articles 1 (dignité de l'être humain, caractère obligatoire des droits fondamentaux pour la puissance publique) et 20 (fondements de l'ordre étatique, droit de résistance) et toute atteinte au principe d'une organisation fédérale du pays. La nature fédérale, sociale et démocratique de l'État allemand doit rester hors d'atteinte des modifications constitutionnelles. L'article 18 prévoit même que quiconque abuse de ses droits fondamentaux pour nuire à l'ordre constitutionnel libéral et démocratique peut être déchu de ses droits fondamentaux, bien que le cas ne se soit encore jamais présenté. L'article 19 alinéa 2 interdit toutes les restrictions de la substance d'un droit fondamental.
Paradoxalement les articles 1 et 20, protégés par la clause d'éternité, ont été révisés en 1956 et en 1968, ce qui n'est pas sans poser de problème sur le plan du droit constitutionnel. La révision de l'article 1 alinéa 3 par loi du 19 mars 1956 remplace le mot « administration » par la formule « pouvoir exécutif » (ce qui peut passer pour une rectification purement rédactionnelle) alors que celle de la loi du 24 juin 1968 insère un alinéa 4 à l'article 20 protégeant le droit de résistance à l'oppression. Il est en général considéré que ce nouveau principe ne peut — pour des raisons de logique juridique — être protégé par la clause d'éternité. Puis l'article 20a qui admit le droit de la nature en futur et droit des animaux est adopté en 2004.
Les rédacteurs ont également prévu des mécanismes de défense active pour protéger ce noyau de principes fondamentaux et éviter que les droits civiques garantis par le texte fragilisent la démocratie elle-même. Il est ainsi possible d'aller jusqu'à l'interdiction (par décision du Tribunal constitutionnel fédéral, sur demande de différents organes fédéraux) de partis politiques opposés à l'organisation démocratique et libérale de la République fédérale. Cette procédure fait partie de ce qu'on appelle la « démocratie combative » (wehrhafte Demokratie). L'art. 21-2 dispose ainsi :
« Les partis qui, d’après leurs buts ou d’après le comportement de leurs adhérents, tendent à porter atteinte à l’ordre constitutionnel libéral et démocratique, ou à le renverser, ou à mettre en péril l’existence de la République fédérale d’Allemagne, sont inconstitutionnels. La Cour constitutionnelle fédérale statue sur la question de l’inconstitutionnalité. »
Elle a déjà été utilisée plusieurs fois, conduisant à l'interdiction d'un avatar post-guerre du NSDAP, le SRP en 1952, et du parti communiste (KPD) en 1956 mais sans succès contre le parti national-démocrate (NPD, nationaliste) en 2001. Une nouvelle procédure contre le NPD était en cours en 2016.[Passage à actualiser]

## Révision constitutionnelle
La modification de la Loi fondamentale doit recueillir une majorité renforcée (deux tiers) tant au Bundestag qu'au Bundesrat. Depuis son entrée en vigueur, la Loi fondamentale a fait l'objet de 60 lois de révision (à fin 2014).

## Le mot«race»
Comme en France et dans d'autres pays européens, l'utilisation du mot « race » dans l'article 3 de la constitution allemande est remis en question, d'abord en 2008 par l'Institut allemand des droits humains (qui estime que le texte ne peut contenir un terme « utilisé depuis la fin du XVIIe siècle pour catégoriser et hiérarchiser des groupes de personnes »), puis en 2015 par l’association Initiative des personnes noires. Le débat est relancé après le meurtre de George Floyd, et une procédure de révision est ouverte en 2021 pour remplacer le mot « race » par une référence au racisme, puis ajournée, faute de consensus,,. Les trois partis du gouvernement Scholz n'ont pas trouvé d'alternative pour « garantir le même niveau de protection » d'un point de vue juridique.

## Structure

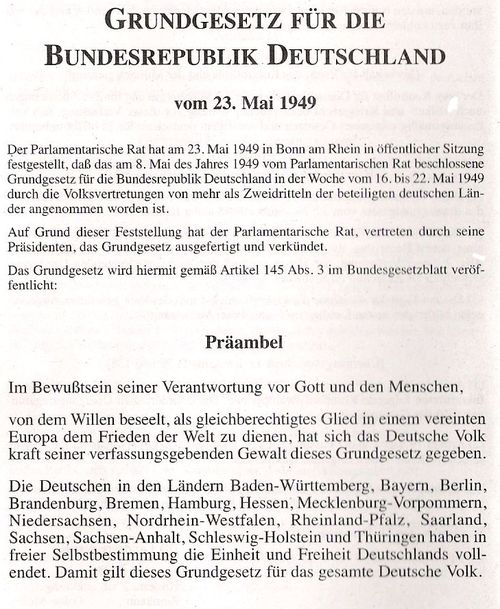
Préambule de la Loi fondamentale.

La Loi fondamentale est composée des quatorze chapitres suivants :
- I. Les droits fondamentaux (articles 1 à 19)
- II. La Fédération et les Länder (articles 20 à 37)
- III. Le Bundestag (articles 38 à 49)
- IV. Le Bundesrat (articles 50 à 53a)

  - IVa. La Commission commune (article 53a, inséré par loi du 24 juin 1968)
- V. Le président fédéral (articles 54 à 61)
- VI. Le Gouvernement fédéral (articles 62 à 69)
- VII. La législation de la Fédération (articles 70 à 82)
- VIII. L’exécution des lois fédérales et l’administration fédérale (articles 83 à 91b)

  - VIIIa. Les tâches communes (articles 91a à 91b)
- IX. La juridiction (articles 92 à 104)
- X. Les questions financières (articles 104a à 115l)

  - Xa. L’état de défense (articles 115a à 115l insérés par loi du 24 juin 1968)
- XI. Dispositions transitoires et finales (articles 116 à 146)

## Principaux articles
- Art. 31 : Primauté du droit fédéral
- Art. 63 : Désignation du Chancelier par le Bundestag
- Art. 67 : Présomption de confiance. Pour destituer le Chancelier, le Bundestag doit élire son successeur à la majorité de ses membres ; c'est le mécanisme de la « défiance constructive » imaginé par Hans Nawiasky
- Art. 68 : Dissolution sanction du Bundestag dans le cas où la question de confiance du Chancelier est repoussée. Toutefois, Willy Brandt en 1972, Helmut Kohl en 1982 puis Gerhard Schröder en 2005 ont demandé à leurs partisans de voter contre eux, afin d'anticiper les élections.
- Art. 81 : État de nécessité législative ; dans le cas où le Chancelier est minoritaire mais non renversé, il dispose de 6 mois pour légiférer en s'appuyant sur le seul Bundesrat. Cette précaution constitutionnelle n'a pour l'heure jamais été mise en œuvre.